# Brañosera
Brañosera ist ein Ort und eine spanische Gemeinde (municipio) in der Provinz Palencia der Autonomen Gemeinschaft Kastilien-Leon auf 1220 msnm. Sie hat eine Fläche von 62 km² und 253 Einwohner (Stand: 2024).

## Lage
Die Gemeinde liegt 118 Kilometer nördlich der Provinzhauptstadt Palencia und nördlich von Aguilar de Campoo. Brañosera ist über die Straße P-220 zu erreichen.

## Gemeindegliederung
- Brañosera
- Orbó
- Salcedillo
- Valberzoso
- Vallejo de Orbó

## Bevölkerungsentwicklung
| 1900  | 1910  | 1920 | 1930 | 1940 | 1950 | 1960 | 1970 | 1981 | 1991 | 2019 |
| 1.227 | 1.231 | 2018 | 2225 | 1647 | 1989 | 1766 | 970  | 319  | 287  | 271  |

## Geschichte
Brañosera ist einer ältesten Orte der Region. Im Jahr 824 ließ der Graf Munio Núñez im Rahmen der Reconquista den Ort anlegen.

## Sehenswürdigkeiten
- Romanische Kirche Santa Eulalia
- Ermita San Miguel, die erstmals 824 überliefert wird. Die Kirche erfuhr im Laufe der Jahrhunderte größere Veränderungen.
- Cuevas del Cobre, Höhle, in der der Pisuerga entspringt

## Wirtschaft
Der Ort lebte seit dem 19. Jahrhundert vom Abbau von Kohle und Mineralien. Der Niedergang dieses Wirtschaftszweiges seit den 1960er Jahren zeigt sich deutlich in der Bevölkerungsentwicklung.